# Леонідовка (Туймазинський район)
Леоні́довка (рос. Леонидовка, башк. Леонидовка) — село у складі Туймазинського району Башкортостану, Росія. Входить до складу Каратовської сільської ради.
Населення — 25 осіб (2010; 40 у 2002).
Національний склад:
- росіяни — 70 %